# Viktor Turžanskij
Viktor Turžanskij, nato Vjačeslav Kostantinovič Turžanskij (in russo Вячесла́в Константи́нович Туржа́нский?; Kiev, 4 marzo 1891 – Monaco di Baviera, 13 agosto 1976), è stato un regista ucraino; emigrò in Francia e lavorò per il cinema francese e poi per quello tedesco, italiano e statunitense.

## Biografia
Nato in una famiglia di artisti nel 1891 a Kiev (che all'epoca era parte dell'Impero russo), nel 1911 andò a vivere a Mosca dove studiò con Stanislavskij. Frequentando il mondo del cinema, iniziò a lavorare come sceneggiatore e regista. Lo scoppio della Rivoluzione russa interruppe la sua carriera: si rifugiò a Jalta per sfuggire ai bolscevichi. Quando l'industria cinematografica in Crimea venne nazionalizzata, lasciò la sua casa di produzione e i suoi attori per riparare, via Costantinopoli, in Francia dove arrivò nel febbraio del 1920, accompagnato dalla moglie, l'attrice Nathalie Kovanko. A Parigi, cambiò il proprio nome Vjačeslav in Viktor.
Si sposò con Aleksandra Turžanskaja dal quale poi si separò.
Negli anni trenta si trasferisce in Germania e alla fine degli anni cinquanta si trasferisce in Italia dove gira numerosi film con lo pseudonimo di Arnaldo Genoino.

## Filmografia

### Regista
- Simfonija ljubvi i smerti (Impero russo, 1914)
- Velikij Magaraz (1915)
- Ženščina vampir (1915)
- Kak Kubyškin stal kinoakterom (1915)
- Ljubov' pod maskoj (1915)
- Po trupam k sčastju (1915)
- Pojmet, kto ljubit (1915)
- Skazka morja (1915)
- Syn strany gde carstvo mraka (1915)
- Ljubov', širokuju, kak more vmestit' ne mogut žizni berega (1916)
- Ostrov zabvenija (1917)
- Prazdnik noči (1917)
- Ivetta (1917)
- Idi za mnoj (1917)
- Bal gospoden (1918)
- Obmanutaja Eva (1918)
- Skerco d'javola (1918)
- I surrogati dell'amore (1918)
- Raj bez Adama (1918)
- Irene Negludov (1919)
- Grech i iskuplenie (1919)
- L'Ordonnance (1921)
- Les contes de mille et une nuits (1921)
- Bratya Karamazovy (1922)
- Le Quinzième Prélude de Chopin (1922)
- Nuit de carnaval (1922)
- La riposte (1922)
- Le chant de l'amour triomphant (1923)
- Calvaire d'amour (1923)
- Ce cochon de Morin (1924)
- La dame masquée (1924)
- Le prince charmant (1925)
- Michel Strogoff (1926)
- The Adventurer, co-regia di (non accreditato) W. S. Van Dyke (1928)
- Nella tempesta (non accredidato, 1928)
- Volga Volga (1928)
- Manolescu (1929)
- L'Aiglon (1931)
- Der Herzog von Reichstadt (1931)
- Le chanteur inconnu (1931)
- Vita goliardica (Hôtel des étudiants) (1932)
- L'Ordonnance (1933)
- La battaglia (co-diretto con Nicolas Farkas, 1933)
- The Battle (1934)
- Volga in fiamme (1934)
- Clò clò (Die ganze Welt dreht sich um Liebe) (1935)
- Occhi neri (Les Yeux noirs) (1935)
- Vertigine di una notte (La Peur) (1936)
- Oro nero (Stadt Anatol) (1936)
- Puits en flammes (1937)
- Nina Petrowna (Le Mensonge de Nina Petrovna) (1937)
- Mastro di posta - angoscia di padre (1937)
- Volo sul deserto (1938)
- Geheimzeichen LB 17 (1938)
- La volpe azzurra (Der Blaufuchs) (1938)
- Il governatore (1938)
- Notte romantica (Eine Frau wie Du) (1939)
- Nemici (1940)
- L'amante casta (Die keusche Geliebte) (1940)
- Illusion (1940)
- Die goldene Brücke (1940)
- Liebesgeschichten (1943)
- Destino tragico (1943)
- Orient-Express (1944)
- Dreimal Komödie (1949)
- Der blaue Strohhut (1949)
- Si te hubieses casado conmigo (1950)
- Der Mann, der zweimal leben wollte (1950)
- Vom Teufel gejagt (1950)
- Mutter sein dagegen sehr (1951)
- Ehe für eine Nacht (1953)
- Circo in fiamme (1953)
- Arlette erobert Paris (1953)
- Morgengrauen (1954)
- Die Toteninsel (1955)
- Avventura a corte (1955)
- Beichtgeheimnis (1956)
- La Venere di Cheronea, co-regia Fernando Cerchio (1957)
- Herz ohne Gnade (1958)
- Erode il grande (co-regia con Arnaldo Genoino, 1958)[3]
- I battellieri del Volga (1959)
- I cosacchi, co-regia di Giorgio Rivalta (1960)
- La donna dei faraoni, co-regia di Giorgio Rivalta (1960)
- Il trionfo di Michele Strogoff (1961)
- Una regina per Cesare, co-regia Piero Pierotti (1962)